# Helicodiceros
Helicodiceros muscivorus - монитипний вид рослин родини ароїдні.

## Назва
В англійській мові має назву «лілія мертва коняка» (англ. dead horse arum lily).

## Будова
Квітки Helicodiceros muscivorus зібрані в циліндричні колоски, пахнуть та виглядають як гниле м'ясо. Це притягує мух (каліфориди), що запилюють рослину. Жіночі та чоловічі квіти розміщуються на різних рівнях колоска та розділені шипоподібними утвореннями, що слугують як пастка для мух. Квітка запилюється у два етапи - в перший день фертильними є жіночі квітки, тобто рослина може лише приймати пилок, тоді як у другий день жіночі квіти висихають, а чоловічі стають фертильними. Шипоподібні утворення заважають мухам вибратися з квітки і вони лишаються там на всю ніч. Вранці вихід відкривається і мухи вилазячи назовні потрапляють на чоловічі квіти та уносять з собою пилок. Такий механізм потрібний щоб запобігти самозапиленню.
Helicodiceros muscivorus належить до рідкісної групи рослин термогенних рослин, що можуть підвищувати температуру, імітуючи падло. У перший день цвітіння квітка піднімає температуру на 12.4 °C. Виробництво теплової енергії в клітинах
термогенних квітів відбувається завдяки швидкому диханню. У клітинах Helicodiceros muscivorus Engl. швидкість дихання є найвищою серед рослин і перевищує навіть дихальну активність теплокровних тварин. Рослина виробляє до 400 міліват на грам (мВт/г), тоді як літаючі колібрі – 240 мВт/г.

## Поширення та середовище існування
Зростає на островах Корсика, Сардинія та Балеарські острови.

## Галерея

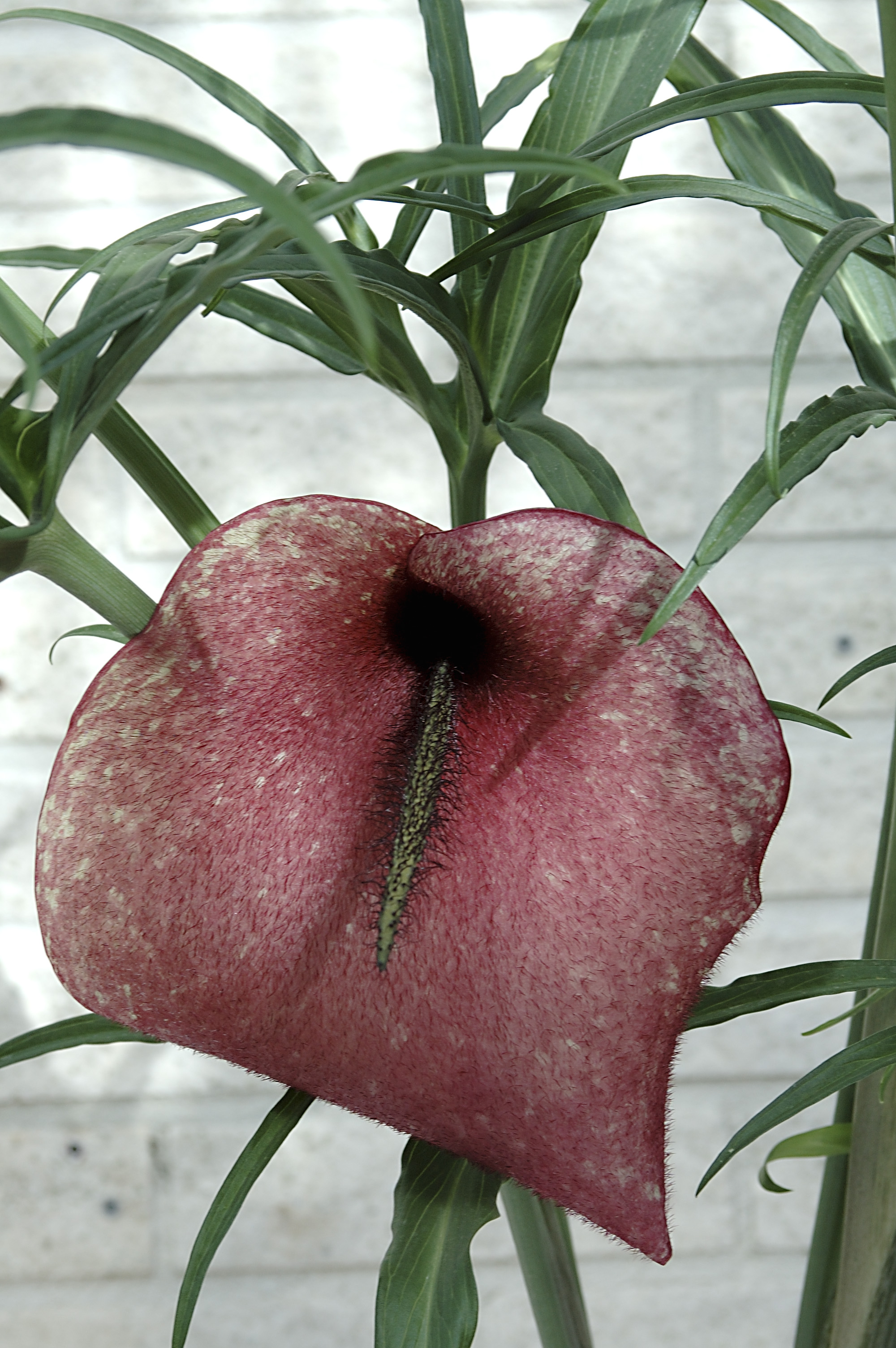
Квітка
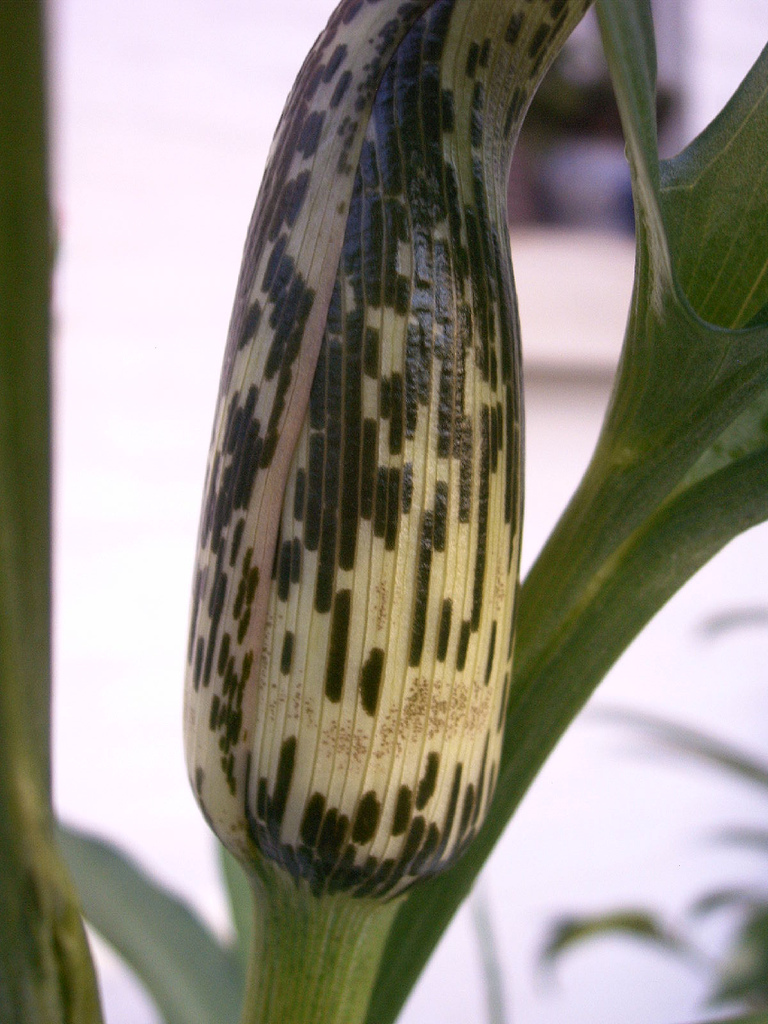
Квітка